# Karl-Rudolf Korte

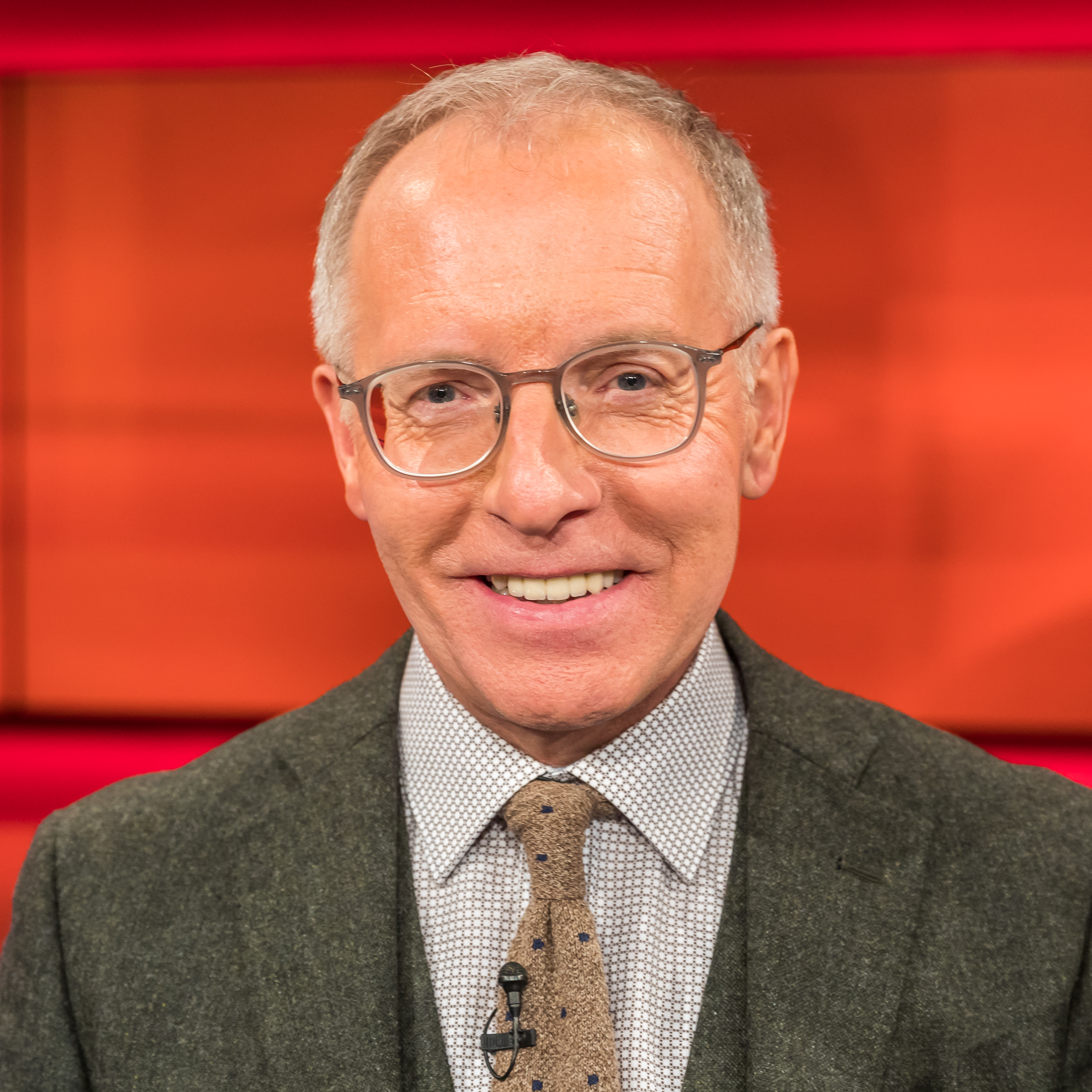
Karl-Rudolf Korte (2020)

Karl-Rudolf Korte (* 15. November 1958 in Hagen) ist ein deutscher Politikwissenschaftler. Er ist emeritierter Professor der Universität Duisburg-Essen am Campus Duisburg und Direktor Emeritus der  NRW School of Governance. Er tritt in den Medien regelmäßig als Gast für Wahlanalysen auf.

## Leben und wissenschaftlicher Werdegang
Karl-Rudolf Korte studierte Politikwissenschaft, Germanistik und Pädagogik an der Johannes Gutenberg-Universität Mainz und der Eberhard Karls Universität Tübingen; 1983 legte er das Staatsexamen ab und wurde 1988 an der Universität Mainz mit einer Arbeit über die Akzentverlagerungen der deutschen Frage in der Bundesrepublik Deutschland seit den siebziger Jahren zum Dr. phil. promoviert.
Nach seinem Studium war Korte bis 1995 als wissenschaftlicher Mitarbeiter und Leiter mehrerer Forschungsprojekte an der Universität Mainz tätig; anschließend beteiligte er sich am Aufbau des Centrums für angewandte Politikforschung an der Ludwig-Maximilians-Universität München. 1997 habilitierte sich Korte dort mit einer Studie über die Deutschlandpolitik in Helmut Kohls Kanzlerschaft – Seine Arbeit wurde mit dem „Preis für die beste Habilitationsschrift“ ausgezeichnet.
Nach Vertretungsprofessuren an den Universitäten Trier, Köln, München und Duisburg war Korte seit 2002 Professor für Politikwissenschaft an der Universität Duisburg-Essen am Lehrstuhl „Politisches System der Bundesrepublik Deutschland und moderne Staatstheorien“.
Als Direktor der NRW School of Governance war er seit 2006 tätig; von 2010 bis 2017 war er außerdem Dekan der Fakultät für Gesellschaftswissenschaften an der Universität Duisburg-Essen – und von 2013 bis 2015 auch Vorsitzender der Deutschen Gesellschaft für Politikwissenschaft.
Korte ist geschäftsführender Herausgeber der Zeitschrift für Politikwissenschaft und Redaktionsbeirat des Magazins Politik & Kommunikation; auf dem 71. DHV-Tag 2021 wurde er im Frühjahr des Jahres als weiterer Vizepräsident in das Präsidium des Deutschen Hochschulverbands gewählt.
Der Wissenschaftler prägte den Begriff „Brombeer-Koalition“: Er verwendete ihn erstmalig im August 2024 in einem Gastbeitrag in der Zeit vor den Landtagswahlen in Thüringen und Sachsen.

## Wahlanalysen und Öffentlichkeit

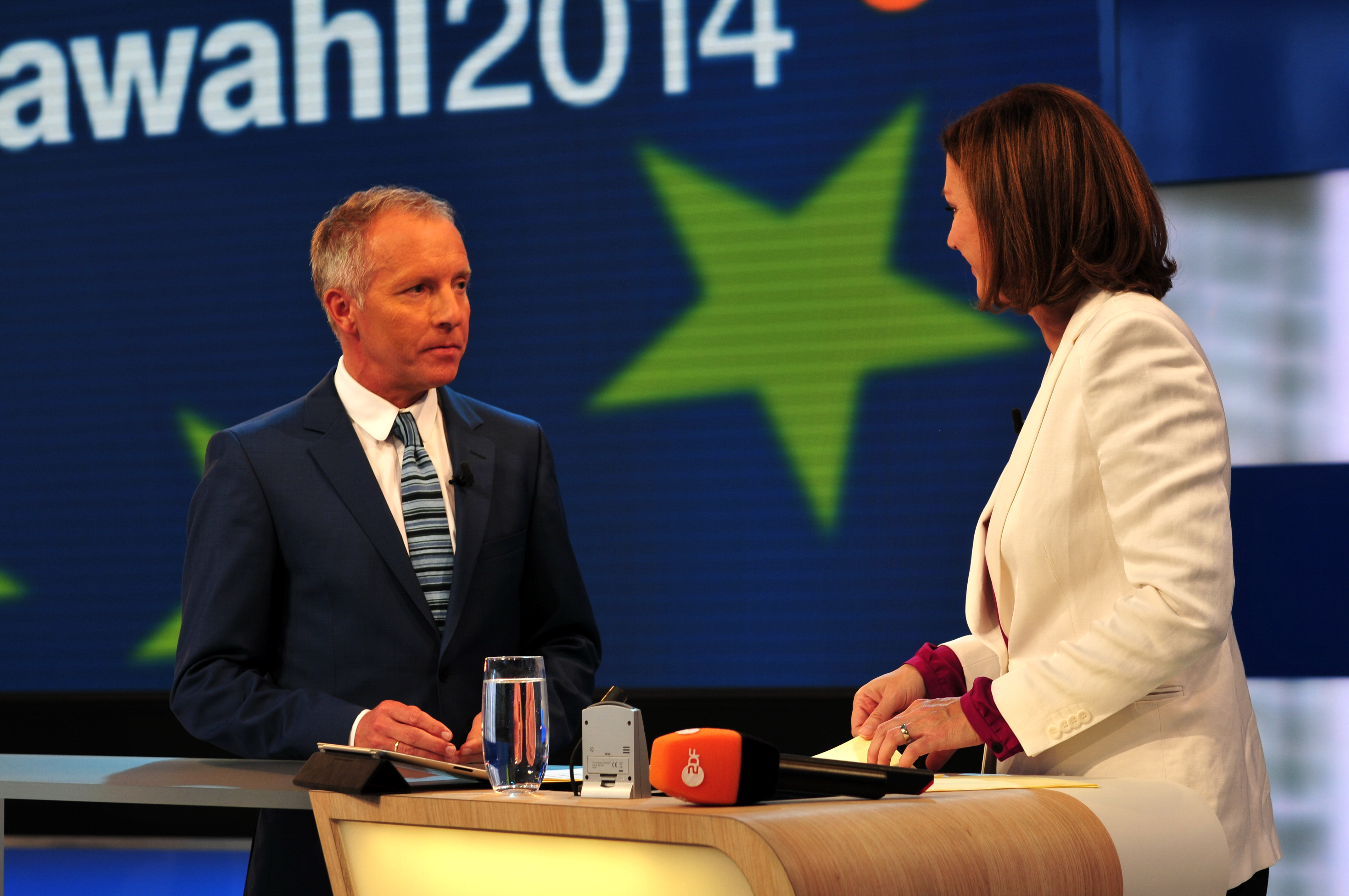
Karl-Rudolf Korte, im ZDF-Wahlstudio neben Bettina Schausten zur Europawahl 2014

Öffentlich bekannt wurde Korte durch seine politischen Analysen in Tageszeitungen, Magazinen und Fernsehen. Als Wahlexperte tritt er vor allem in den öffentlich-rechtlichen Sendern ZDF, WDR und Phoenix auf. Dabei liegt ein Schwerpunkt seiner Untersuchungen auf den Zusammenhängen zwischen Parteistrategien, Medien und Wählerverhalten.
Das Magazin Unicum Beruf in Kooperation mit der Wirtschaftsprüfungsgesellschaft KPMG hat Korte im November 2006 als Professor des Jahres in der Kategorie Geistes-, Gesellschafts- und Kulturwissenschaft ausgezeichnet, der als „Wegbereiter für Karrieren“ und der Nachwuchsförderung wirke. Er biete seinen Studierenden ein Netzwerk, das sie in ständigen Kontakt mit Unternehmen bringe, so die Begründung der Initiatoren.
In der Flüchtlingsdebatte 2015 widersprach er der Ansicht, Angela Merkel habe „das Gespür für die Stimmung in der Bevölkerung verloren“, und beschrieb ihre Haltung als „humanitär und geradlinig“. Die vom bayerischen Ministerpräsidenten Horst Seehofer und anderen Politikern erhobene Forderung nach einer Obergrenze für den Zuzug von Flüchtlingen sei „reine Symbolpolitik“ und „absurd“.

## Ehrungen und Auszeichnungen
- Verdienstorden des Landes Nordrhein-Westfalen (2025)[8]

## Schriften als Verfasser und Herausgeber
- Karl-Rudolf Korte: Wählermärkte. Wahlverhalten und Regierungspolitik in der Berliner Republik. Campus, Frankfurt/M. 2024, ISBN 978-3-593-51835-0.
- mit Gert Scobel und Taylan Yildiz (Hrsg.): Heuristiken des politischen Entscheidens. Suhrkamp, Berlin 2022, ISBN 978-3-518-29954-8.
- Karl-Rudolf Korte: Gesichter der Macht. Über die Gestaltungspotenziale der Bundespräsidenten. Ein Essay. Campus, Frankfurt/M. 2019, ISBN 978-3-593-51038-5.
- Karl-Rudolf Korte, Jan Dinter: Bürger, Medien und Politik im Ruhrgebiet. Einstellungen, Erwartungen, Erklärungsmuster. Wiesbaden: Springer VS 2019, ISBN 978-3-658-28069-7.
- Karl-Rudolf Korte: Die Bundestagswahl 2017. Analysen der Wahl-, Parteien-, Kommunikations- und Regierungsforschung. Wiesbaden: Springer VS 2019, ISBN 978-3-658-25050-8.
- Karl-Rudolf Korte, Jan Schoofs, Niko Switek, Kristina Weissenbach, Dennis Michels: Parteiendemokratie in Bewegung. Organisations- und Entscheidungsmuster der deutschen Parteien im Vergleich. Reihe: Die politischen Parteien der Bundesrepublik Deutschland, Abschlussband. Baden-Baden: Nomos 2018, ISBN 978-3-8329-7974-4.
- Karl-Rudolf Korte: Wahlen in Deutschland. Bpb, Bundeszentrale für politische Bildung: Bonn 2017 (9. Aufl.)
- Karl-Rudolf Korte, Niko Switek, Andreas Blätte, Christoph Bieber (Hrsg.): Regieren in der Einwanderungsgesellschaft. Impulse zur Integrationsdebatte aus Sicht der Regierungsforschung. Wiesbaden: Springer VS 2016, ISBN 978-3-658-15714-2.
- Karl-Rudolf Korte (Hrsg.): Politik in unsicheren Zeiten. Kriege, Krisen und neue Antagonismen. Veröffentlichungen der Deutschen Gesellschaft für Politikwissenschaft (DGfP). Baden-Baden: Nomos 2016 (Band 34), ISBN 978-3-8487-3300-2.
- Karl-Rudolf Korte (Hrsg.): Wahlen in Nordrhein-Westfalen : Kommunalwahl – Landtagswahl – Bundestagswahl – Europawahl. Schwalbach/Ts.: Wochenschau Verlag 2016 (4. Aufl.), ISBN 978-3-7344-0223-4.
- Karl-Rudolf Korte (Hrsg.): Emotionen und Politik – Begründungen, Konzeptionen und Praxisfelder einer politikwissenschaftlichen Emotionsforschung. Veröffentlichungen der Deutschen Gesellschaft für Politikwissenschaft (DGfP). Baden-Baden: Nomos 2015 (Band 33), ISBN 978-3-8487-2246-4.
- Karl-Rudolf Korte (Hrsg.): Die Bundestagswahl 2013 : Analysen der Wahl-, Parteien-, Kommunikations- und Regierungsforschung. Wiesbaden: Springer VS 2015, ISBN 978-3-658-02914-2.
- Karl-Rudolf Korte, Marvin Bender: Wahlen. Schwalbach am Taunus: Wochenschau-Verl. 2013, ISBN 978-3-89974-867-3.
- Karl-Rudolf Korte: Wahlen in Deutschland. Bonn: Bpb, Bundeszentrale für Politische Bildung 2013 (8. Aufl.), ISBN 978-3-89331-953-4.
- Karl-Rudolf Korte, Timo Grunden (Hrsg.): Handbuch Regierungsforschung. Wiesbaden: Springer VS 2013, ISBN 978-3-531-16059-7.
- Karl-Rudolf Korte, Jan Treibel (Hrsg.): Wie entscheiden Parteien? Prozesse innerparteilicher Willensbildung in Deutschland. Baden-Baden: Nomos 2012, ISBN 978-3-8329-7736-8.
- Ursula von der Leyen, Karl-Rudolf Korte (Hrsg.): Wer macht die Arbeit morgen? Berlin: Berlin Univ. Press 2011, ISBN 978-3-86280-017-9.
- Karl-Rudolf Korte (Hrsg.): Die Bundestagswahl 2009: Analysen der Wahl-, Parteien-, Kommunikations- und Regierungsforschung Wiesbaden: VS Verlag für Sozialwissenschaften 2010.
- Karl-Rudolf Korte: Das Bundeskanzleramt in der Organisationsanalyse. Informalität als Erfolgskriterium. In: Heinz-Jürgen Dahme/Norbert Wohlfahrt (Hrsg.): Systemanalyse als politische Reformstrategie Wiesbaden: VS Verlag für Sozialwissenschaften 2010.
- Karl-Rudolf Korte: Strategie und Regierung: Politikmanagement unter den Bedingungen von Komplexität und Unsicherheit. In: Joachim Raschke/Ralf Tils (Hrsg.): Strategie in der Politikwissenschaft. Konturen eines neuen Forschungsfelds Wiesbaden: VS Verlag für Sozialwissenschaften 2010.
- Karl-Rudolf Korte, Manuel Fröhlich: Politik und Regieren in Deutschland, Strukturen, Prozesse, Entscheidungen. Paderborn u. a.: Schöningh/UTB 2009 (3. Aufl.).
- Karl-Rudolf Korte: Darstellungs- und Entscheidungspolitik. In: Sascha Michel/Heiko Girnth (Hrsg.): Polit-Talkshows – Bühnen der Macht. Ein Blick hinter die Kulissen. Bonn: Bouvier 2009.
- Karl-Rudolf Korte: Wahlen in Nordrhein-Westfalen. Schwalbach/Ts.: Wochenschau-Verlag 2010 (2. Aufl.).
- Karl-Rudolf Korte: Wahlen in Deutschland. Bonn: Bpb, Bundeszentrale für Politische Bildung 2009 (6. Aufl.), ISBN 978-3-89331-953-4.
- Stefanie Delhees, Karl-Rudolf Korte, Florian Schartau, Niko Switek und Kristina Weissenbach: Wohlfahrtsstaatliche Reformkommunikation. Westeuropäische Parteien auf Mehrheitssuche. Baden-Baden: Nomos Verlag 2008.
- Nico Grasselt, Karl-Rudolf Korte: Führung in Politik und Wirtschaft – Instrumente, Stile und Techniken. Studien der NRW School of Governance. Wiesbaden: VS Verlag für Sozialwissenschaften 2007.
- Karl-Rudolf Korte, Martin Florack, Timo Grunden: Regieren in Nordrhein-Westfalen. Wiesbaden: VS Verlag für Sozialwissenschaften 2006.
- Karl-Rudolf Korte, Gerhard Hirscher: Information und Entscheidung, Kommunikationsmanagement der politischen Führung. Wiesbaden: Westdeutscher Verlag 2003.
- Karl-Rudolf Korte: „Das Wort hat der Herr Bundeskanzler“, Eine Analyse der Großen Regierungserklärungen von Adenauer bis Schröder. Wiesbaden: Westdeutscher Verlag 2002.
- Karl-Rudolf Korte, Werner Weidenfeld (Hrsg.): Deutschland-Trendbuch, Fakten und Orientierungen. Opladen: Leske und Budrich 2001.
- Karl-Rudolf Korte, Gerhard Hirscher (Hrsg.): Aufstieg und Fall von Regierungen, Machterwerb und Machterosionen in westlichen Demokratien. Olzog Verlag, München 2001, ISBN  978-3-7892-8060-3.
- Karl-Rudolf Korte: Deutschlandpolitik in Helmut Kohls Kanzlerschaft: Regierungsstil und Entscheidungen 1982–1989. Dt. Verl.-Anst., Stuttgart 1998, ISBN 3-421-05090-2 (Teilw. zugl.: München, Univ., Habil.-Schr., 1997).
- Karl-Rudolf Korte: Der Standort der Deutschen. Akzentverlagerungen der deutschen Frage in der Bundesrepublik Deutschland seit den siebziger Jahren. Verl. Wissenschaft u. Politik, Köln 1990, ISBN 3-8046-8743-1 (Teilw. zugl.: Mainz, Univ., Diss., 1988).